# Allan Cunningham (scrittore)
Allan Cunningham (Keir, 7 dicembre 1784 – Londra, 30 ottobre 1842) è stato uno scrittore e giornalista scozzese.

## Biografia
Da ragazzo, Allan lavorò come apprendista presso un tagliapietre. Acquistò poi una improvvisa fama con alcune canzoni e ballate pubblicate in Antichi canti di Nithsdale e Galloway nel 1810, che gli valsero la protezione e il supporto di Walter Scott e di Robert Burns. Divenne segretario dello scultore Francis Chantrey. 
Lavorò poi a Londra come giornalista dal 1810 al 1814.
Cunningham pubblicò anche una raccolta di Canti scozzesi (1825) basata su temi folkloristici, e Vite dei pittori, scultori, architetti celebri (Lives of Eminent British Painters, Sculptors and Artists), in 6 volumi, pubblicati tra il 1829 e il 1833.
Fu sposato con Jean Walker, una cameriera nella casa in cui viveva, dalla quale ebbe cinque figli e una figlia, tra cui, Joseph Davey Cunningham, Alexander Cunningham (archeologo ed ingegnere dell'esercito), Peter Cunningham (scrittore) and Francis Cunningham (ufficiale dell'esercito in India ed editore).

## Altre opere
- Sir Marmaduke Maxwell (1820) (commedia)
- "A Wet Sheet and a Flowing Sea", una delle sue ballate più famose